# Борковский сельсовет (Алтайский край)
Борковский сельсовет — муниципальное образование со статусом сельского поселения и административно-территориальное образование в Поспелихинском районе Алтайского края России. Административный центр — посёлок Хлебороб.

## Демография
По результатам Всероссийской переписи населения 2010 года, численность населения муниципального образования составила 1152 человека, в том числе 546 мужчин и 606 женщин. Оценка Росстата на 1 января 2012 года — 1148 человек.

## Населённые пункты
В состав сельского поселения входит 3 населённых пункта:
- посёлок Борок,
- посёлок Котляровка,
- посёлок Хлебороб.

- Соколово - посёлок, исключен из учётных данных в 1981 году.